# Praia da Siriúba
A praia da Siriúba é uma praia brasileira localizada em Ilhabela, São Paulo, Brasil.